# 하시다 나오키
하시다 나오키(일본어: 橋田 尚希, 2001년 5월 25일~)는 일본의 축구 선수이다.

## 구단 경력
그는 2024년 J3리그의 AC 나가노 파르세이루에 입단했다.